# Bruce McLaren
Bruce Leslie McLaren, född 30 augusti 1937 i Auckland, Nya Zeeland, död 2 juni 1970 på Goodwood Circuit, West Sussex, England, var en nyzeeländsk racerförare. 

## Racingkarriär
McLaren började tävla i formel 1 för Cooper säsongen 1958. Han startade också ett eget racingstall, Bruce McLaren Motor Racing, som han fortsatte att tävla i 1966. Hans främsta placering blev en sammanlagd andraplats säsongen 1960, men då körde han för Cooper.
McLaren omkom vid en krasch på Goodwood Circuit i England 1970 när han testkörde en CanAm-bil. Hans familj och vänner tog då över stallet, som därefter utvecklats till ett av de främsta inom formel 1.
McLaren blev för sina insatser invald i International Motorsports Hall of Fame 1991.

## F1-karriär
| Säsong                 | Stall/Tillverkare                | Placering              | Lopp | Poäng | Etta | Tvåa | Trea | Pole | Varv |
| ---------------------- | -------------------------------- | ---------------------- | ---- | ----- | ---- | ---- | ---- | ---- | ---- |
| 1958                   | Cooper-Climax                    | 21                     | 2    | 2     |      |      |      |      |      |
| 1959                   | Cooper-Climax                    | 6                      | 7    | 16,5  | 1    |      | 1    |      | 1    |
| 1960                   | Cooper-Climax                    | 2                      | 8    | 34    | 1    | 3    | 2    |      | 1    |
| 1961                   | Cooper-Climax                    | 8                      | 8    | 11    |      |      | 1    |      |      |
| 1962                   | Cooper-Climax                    | 3                      | 9    | 27    | 1    | 1    | 3    |      | 1    |
| 1963                   | Cooper-Climax                    | 6                      | 10   | 17    |      | 1    | 2    |      |      |
| 1964                   | Cooper-Climax                    | 7                      | 10   | 13    |      | 2    |      |      |      |
| 1965                   | Cooper-Climax                    | 9                      | 10   | 10    |      |      | 1    |      |      |
| 1966                   | McLaren-Serenissima McLaren-Ford | 16                     | 3    | 1 2   |      |      |      |      |      |
| 1967                   | Eagle-Weslake McLaren-BRM        | 14                     | 3 6  | 3     |      |      |      |      |      |
| 1968                   | McLaren-Ford                     | 5                      | 11   | 22    | 1    | 2    |      |      |      |
| 1969                   | McLaren-Ford                     | 3                      | 11   | 26    |      | 1    | 2    |      |      |
| 1970                   | McLaren-Ford                     | 14                     | 3    | 6     |      | 1    |      |      |      |
| Sammanlagt 13 säsonger | Sammanlagt 13 säsonger           | Sammanlagt 13 säsonger | 104  | 190,5 | 4    | 11   | 12   | 0    | 3    |

| 1. USA 1959 2. Argentina 1960 3. Monaco 1962 4. Belgien 1968 |

| 1. Monaco 1960 2. Belgien 1960 3. Portugal 1960 4. Sydafrika 1962 5. Belgien 1963 6. Belgien 1964 7. Italien 1964 8. Kanada 1968 9. Mexiko 1968 10. Spanien 1969 11. Spanien 1970 |

| 1. Storbritannien 1959 2. Frankrike 1960 3. USA 1960 4. Italien 1961 5. Storbritannien 1962 6. Italien 1962 7. USA 1962 8. Monaco 1963 9. Italien 1963 10. Belgien 1965 11. Storbritannien 1969 12. Tyskland 1969 |